# Steve Miller Band
La Steve Miller Band è un gruppo musicale rock statunitense costituito nel 1967 a San Francisco, California. Il gruppo è diretto da Steve Miller che si esibisce alla chitarra e nella veste di voce solista, noto per una serie di singoli, soprattutto di metà degli anni 1970, che rappresentano pietre miliari del rock classico radiofonico.

## Storia
Nel 1965 dopo essersi trasferito a Chicago per suonare il blues, Steve Miller e il tastierista Barry Goldberg fondarono la Blues Band Goldberg-Miller insieme al bassista Shawn Yoder, al chitarrista ritmico Craymore Stevens, e il batterista Lance Haas. Il gruppo venne messo sotto contratto dall'etichetta discografica Epic Records dopo aver suonato in molti club di Chicago ed essere apparsi nella serie televisiva Hullabaloo assieme ai Four Tops and the Supremes.
Miller lasciò il gruppo per andare a San Francisco, dove era fiorente la scena psichedelica. Lì costituì, nel 1967, la Steve Miller Blues Band. Harvey Kornspan, socio manager del gruppo, negoziò e sottoscrisse un grande contratto (860 000 dollari in cinque anni, oltre a 25 000 dollari di denaro promozione che doveva essere speso a discrezione della band) con l'allora presidente della Capitol Records, Alan Livingston. Poco dopo, il nome della band venne accorciato a Steve Miller Band, al fine di ampliare il suo fascino. La band, composta da Miller, dal chitarrista James Cooke, dal bassista Lonnie Turner, dal batterista Tim Davis (che sostituì Lance Haas alla batteria) e Jim Peterman all'organo Hammond B3, accompagnò Chuck Berry in un concerto presso la Fillmore West che venne registrato e pubblicato come album live, Live at Fillmore Auditorium. Il chitarrista Boz Scaggs si unì al gruppo subito dopo, quando lo stesso gruppo si esibì in giugno al Monterey Pop Festival.
Nel febbraio 1968, in Inghilterra, il gruppo registrava l'album di debutto, Children of the Future, presso gli studi Olympic con Glyn Johns al missaggio. L'album fu un insuccesso e non entrò fra i Top 100 chart album, ma i brani migliori erano l'acustico "Baby's Calling Me Home" e il blues funky "Steppin' Stone". Il brano di chiusura del disco era una versione lenta del blues "Key To The Highway".
Il loro secondo album Sailor vide la luce nell'ottobre 1968, balzando subito al numero 24 del Billboard. Fra i maggiori successi i singoli "Livin' In The USA", "Lucky Man", "Overdrive" e "Dime-A-Dance Romance".
La fama del gruppo andò crescendo alla pubblicazione di ogni nuovo album: Brave New World (numero 22, 1969), con le canzoni di successo "Space Cowboy" e "My Dark Hour" scritta e interpretata con Paul McCartney (aka Paul Ramon) alle percussioni, basso, chitarra e voce di fondo; seguita da Your Saving Grace (numero 38, 1969) e Number 5 (numero 23, 1970).
Nel 1971 Miller ebbe un incidente d'auto che gli procurò una frattura al collo. La Capitol Records pubblicò l'album Rock Love. L'album era caratterizzato da inedite registrazioni dal vivo (tra cui una jam session di undici minuti sulla traccia del titolo) e materiale realizzato in studio, uno dei due album della Steve Miller Band non ancora pubblicato su CD, assieme all'altro Recall the Beginning...A Journey from Eden. Nel 1972 è stato pubblicato il doppio album compilation Anthology con 16 canzoni tratte dai primi cinque album della band.
The Joker (numero 2, 1973) mostrò al pubblico un nuovo stile della band. La traccia del titolo divenne un singolo numero 1 nella Billboard Hot 100, nella Official Singles Chart, in Irlanda e nei Paesi Bassi per due settimane ed in Nuova Zelanda, secondo in Canada e Norvegia, quarto in Svezia, quinto in Svizzera ed Austria e settimo in Germania e venne certificato disco di platino per il raggiungimento di oltre un milione di copie vendute.
Tre anni dopo la band tornò con Fly Like an Eagle, che si piazzò al numero 3. I tre singoli estratti: "Take the Money and Run" (numero 11), "Fly Like an Eagle" (numero 2) e il secondo pezzo al primo posto, "Rock'n Me". Miller dichiarò che l'introduzione della chitarra in "Rock'n Me" era un tributo alla canzone "All Right Now" della band Free.
Book of Dreams (numero 2, 1977) comprendeva altri tre successi: "Jet Airliner" (numero 8), "Jungle Love" (numero 23) (successivamente utilizzata per i titoli di testa dell'ottava stagione della sitcom Everybody Loves Raymond), e "Swingtown" (numero 17). L'album del 1982 Abracadabra diede al gruppo il terzo numero 1 con singolo del titolo. Il singolo di Miller scalzò dal primo posto della classifica i Chicago con la loro "Hard to Say I'm Sorry", proprio come aveva fatto "Rock'n Me" con "If You Leave Me Now" nel 1976.
Il singolo Winter Time della Steve Miller Band del 1977 assomiglia al brano I giardini di marzo datato 1972 del cantautore Lucio Battisti. Ad ogni modo i componenti del complesso non furono mai accusati del presunto plagio.
Nel 1978 uscì Greatest Hits 1974-78 vendendo più di 13 milioni di copie mentre Miller continuava a tenere concerti da tutto esaurito.
Il 15 giugno 2010 venne pubblicato Bingo!, un nuovo album di cover blues e R&B e il 18 aprile 2011 vide la luce Let Your Hair Down, album gemello di Bingo!.
Uno dei decani della band, Norton Buffalo, morì di cancro ai polmoni il 30 ottobre 2009. John King (batterista durante l'era "The Joker") morì poco dopo di cancro al rene il 26 ottobre 2010. James Cooke è morto di cancro il 16 maggio 2011.
Il chitarrista blues Jacob Peterson entrò a far parte della band prima del tour di primavera del 2011. Dopo l'ingresso di Petersen, il chitarrista Kenny Lee Lewis passò definitivamente al basso.
Il 10 novembre 2011 la band si esibì all'interno dello stabilimento Boeing di Everett, nello Stato di Washington, per celebrare il definitivo progetto dell'aereo 747-8. Il concerto iniziò con "Jet Airliner".

## Discografia
Il gruppo ha prodotto album e singoli dal 1968 per un totale di 18 album in studio, 3 live, 7 compilation e almeno 29 singoli.
- 1968 - Children of the Future
- 1968 - Sailor
- 1969 - Brave New World
- 1969 - Your Saving Grace
- 1970 - Number 5
- 1971 - Rock Love
- 1972 - Recall the Beginning...A Journey from Eden
- 1972 - Anthology
- 1973 - The Joker
- 1976 - Fly Like an Eagle
- 1977 - Book of Dreams
- 1978 - Greatest Hits 1974-78
- 1981 - Circle of Love
- 1982 - Abracadabra
- 1983 - Live!
- 1984 - Italian X-Rays
- 1986 - Living in the 20th Century
- 1987 - Greatest Hits - A Decade of American Music (1976-1986)
- 1990 - The Best of 1968-1973
- 1991 - The Very Best of The Steve Miller Band
- 1993 - Wide River
- 2003 - Young Hearts: Complete Greatest Hits
- 2006 - Fly Like an Eagle: 30th Anniversary Edition
- 2010 - Bingo!
- 2011 - Let Your Hair Down

## Pegaso
Un'immagine ricorrente nelle copertine degli album della Steve Miller Band è la rappresentazione di un Pegaso o cavallo alato. La sua prima apparizione sulla copertina di Book of Dreams. Una testa di cavallo figura sulla copertina del loro greatest hits 1974-1978. Il pegaso appare di nuovo sulla copertina del loro Circle of Love. Il pegaso sarebbe stata un'immagine retrofuturistica sulla copertina di Living in the 20th Century. Altra apparizione sulla copertina del loro Greatest Hits del 1991. La silhouette di una testa di cavallo appare sulla copertina di Wide River.

## Premi
- ASCAP Golden Note Award, 2008.[9]
- Una stella per "Recording" si trova nella Hollywood Walk of Fame al 1750 di Vine Street.